# Josef Rapp
Josef Rapp (* 6. März 1832 in Anhausen; † 14. August 1896 in Saulgau) war ein deutscher Oberamtsbaumeister und Landtagsabgeordneter.

## Leben
Rapp besuchte die Königliche Baugewerksschule in München sowie die Stuttgarter Baugewerkschule. Als Soldat gehörte von 1857 bis 1861 dem Infanterie-Regiment „Kaiser Friedrich, König von Preußen“ (7. Württembergisches) Nr. 125 an. Hernach war er zunächst als Bauführer bei der Königlichen Straßenbauinspektion tätig und wurde später Oberamtsbaumeister in Saulgau. Ferner betrieb er ein Baubüro sowie einen Holzhandel.
Josef Rapp besaß von 1876 bis zu seinem Tode 1896 ununterbrochen ein Mandat in der württembergischen Kammer der Abgeordneten für das Oberamt Saulgau, welches er auch 1899 gegen Konrad Kümmel behaupten konnte. Er gehörte durchgehend der Kommission für Gegenstände der inneren Verwaltung an.
Rapp war Mitglied der Landespartei und seit 1895 Gründungsmitglied der Fraktion des Zentrums. 1892 ist Rapp mit der Goldenen Civilverdienstmedaille des Ordens der Württembergischen Krone ausgezeichnet worden. 
Er war der Großvater des Unternehmers und Politiker Oscar Hagen.